# Benitochromis batesii
Espèce
Synonymes
- Chromidotilapia batesi Boulenger, 1901
- Chromidotilapia batesii Boulenger, 1901
- Pelmatochromis batesii Boulenger, 1901

Statut de conservation UICN

 VU B2ab(iii) : Vulnérable
Benitochromis batesii est une espèce de poisson d'eau douce de la famille des Cichlidae.

## Distribution
Cette espèce se rencontre au Cameroun et en Guinée équatoriale. Sa présence est incertaine sur l'île de Bioko, dans le golfe de Guinée.

## Description
Benitochromis batesii mesure jusqu'à 9,8 cm.